# 민속 심리학
정신철학과 인지과학에서 민속 심리학(folk psychology) 또는 상식 심리학(commonsense psychology)은 다른 사람들의 행동과 정신 상태를 설명하고 예측하는 인간의 능력이다. 고통, 쾌락, 흥분, 불안과 같은 일상 생활에서 마주치는 과정과 항목은 기술적 또는 과학적 전문 용어가 아닌 일반 언어 용어를 사용한다. 민속 심리학은 사회적 상호 작용과 의사 소통에 대한 통찰력을 제공하여 연결의 중요성과 연결 경험 방식을 확장한다.

## 같이 보기
- 순진한 물리학
- 상식적 추론
- 굽은 시공간